# تششمهبلنغ (مقاطعة إسلام آباد غرب)
تششمهبلنغ (بالفارسية: چشمه‌پلنگ) هي قرية تقع في قسم حومة الشمالي الريفي (مقاطعة إسلام آباد غرب) في إيران. يقدر عدد سكانها بـ 48 نسمة بحسب إحصاء 2016.